# Xanthostigma xanthostigma
Xanthostigma xanthostigma – eurosyberyjski gatunek wielbłądki (Raphidioptera) z rodziny wielbłądkowatych (Raphidiidae). Jest szeroko rozprzestrzeniony w pozaśródziemnomorskich regionach Europy oraz w palearktycznej części Azji (po Sachalin). W Polsce występuje na obszarze całego kraju.